# Platypsylla castoris
Platypsylla castoris är en skalbaggsart som beskrevs av Conrad Ritsema. Platypsylla castoris ingår i släktet Platypsylla och familjen mycelbaggar. Inga underarter finns listade i Catalogue of Life.